# 龍潭郡
龍潭郡（ヨンダムぐん、용담군）は今の韓国全羅北道鎮安郡東部地域にあった行政区域で、1914年に鎮安郡に統廃合された。現在の鎮安郡朱川面、龍潭面、程川面、顔川面、銅郷面地域に該当する、

## 沿革
龍潭郡地域はもともと百済の勿居県と呼ばれ、新羅の景徳王の時に清渠と改め、進礼県、すなわち現在の錦山郡に所属した。1313年（高麗忠宣王5年）に今の龍潭に改称し、県令を置いた。1646年（仁祖24年）には格を下げて監務を置いたが、1656年（孝宗7年）には再び県令に任命し、特に玉川と呼んだ。1895年（高宗32年）に大規模な地方制度改編が行われたため、龍潭県は龍潭郡に改編され、南原府下に入るようになった。一南面、二南面、一北面、二北面、一東面、二東面、一西面、二西面など9面を置いた。

## 1914年以降
| 朝鮮総督府令第111号 |              |                                        |
| 旧行政区画          | 新行政区画   | 新行政区画                             |
| 郡内面              | 鎮安郡龍潭面 | 수천리、옥거리、와룡리、월계리、호계리 |
| 一北面              | 鎮安郡龍潭面 | 송풍리                                 |
| 一北面              | 鎮安郡顔川面 | 삼락리                                 |
| 二北面              | 鎮安郡顔川面 | 노성리、백화리、신괴리                 |
| 一西面              | 鎮安郡朱川面 | 신양리、운봉리、주양리                 |
| 二西面              | 鎮安郡朱川面 | 대불리、무릉리、용덕리                 |
| 一東面              | 鎮安郡銅郷面 | 능금리、대량리、학선리                 |
| 二東面              | 鎮安郡銅郷面 | 성산리、신송리、자산리                 |
| 一南面              | 鎮安郡程川面 | 갈용리、모정리、봉학리                 |
| 二南面              | 鎮安郡程川面 | 구룡리、용평리                         |